# 24h Le Mans 1959

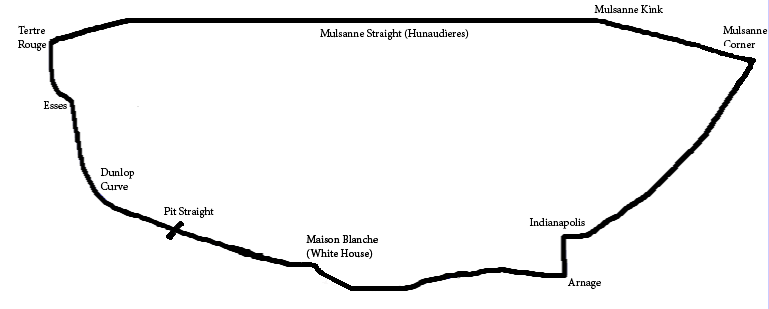
Tor Circuit de la Sarthe

24h Le Mans 1959 – 24–godzinny wyścig rozegrany na torze Circuit de la Sarthe w dniach 20–21 czerwca 1959 roku. Był czwartą rundą Mistrzostw Świata Samochodów Sportowych.

## Wyniki
Źródło: experiencelemans.com
| Poz. | Klasa  | Nr | Zespół                                           | Kierowcy                       | Nadwozie                  | Silnik                  | Okr. |
| ---- | ------ | -- | ------------------------------------------------ | ------------------------------ | ------------------------- | ----------------------- | ---- |
| 1    | S 3.0  | 5  | David Brown Racing Dept.                         | Carroll Shelby Roy Salvadori   | Aston Martin DBR1/300     | Aston Martin 3.0L I6    | 323  |
| 2    | S 3.0  | 6  | David Brown Racing Dept.                         | Maurice Trintignant Paul Frère | Aston Martin DBR1/300     | Aston Martin 3.0L I6    | 322  |
| 3    | GT 3.0 | 11 | Equipe Nationale Belge                           | Jean Blaton Leon Dernier       | Ferrari 250 GT LWB Coupe  | Ferrari 3.0L V12        | 297  |
| 4    | GT 3.0 | 18 | North American Racing Team (NART)                | André Pilette George Arents    | Ferrari 250 GT Berlinetta | Ferrari 3.0L V12        | 296  |
| 5    | GT 3.0 | 16 | Fernand Tavano North American Racing Team (NART) | Fernand Tavano Bob Grossman    | Ferrari 250 GT California | Ferrari 3.0L V12        | 294  |
| 6    | GT 3.0 | 20 | Lino Fayen                                       | Lino Fayen Gino Munaron        | Ferrari 250 GT Berlinetta | Ferrari 3.0L V12        | 293  |
| 7    | GT 2.0 | 29 | Rudd Racing Ltd.                                 | Ted Whiteaway John Turner      | AC Ace                    | Bristol 2.0L I6         | 273  |
| 8    | GT 1.5 | 41 | William S. Frost                                 | Peter Lumsden Peter Riley      | Lotus Elite Mk14          | Coventry Climax 1.2L I4 | 270  |
| 9    | GT 750 | 46 | Automobiles Deutsch et Bonnet                    | René Cotton Louis Cornet       | DB HBR4                   | Panhard 0.7L Flat-2     | 258  |
| 10   | GT 1.5 | 42 | Border Reivers                                   | Sir John Whitmore Jim Clark    | Lotus Elite Mk14          | Coventry Climax 1.2L I4 | 257  |
| 11   | GT 750 | 45 | Automobiles Deutsch et Bonnet                    | Bernard Costen Paul Armagnac   | DB HBR4                   | Panhard 0.7L Flat-2     | 247  |
| 12   | GT 750 | 44 | Sture Nottorp                                    | Sture Nottorp Gunnar Bengtsson | Saab 93 Sport             | Saab 0.7L I3 (2-Stroke) | 232  |

### Nie sklasyfikowani
| Poz. | Klasa | Nr | Zespół                  | Kierowcy                       | Nadwozie                  | Silnik               | Okr. |
| ---- | ----- | -- | ----------------------- | ------------------------------ | ------------------------- | -------------------- | ---- |
| 13   | S 750 | 55 | Automobili Stanguellini | Roger Delageneste Paul Guiraud | Stanguellini 750 Sport BA | Stanguellini 0.7L I4 | 220  |

### Nie ukończyli
| Poz. | Klasa  | Nr | Zespół                            | Kierowcy                                 | Nadwozie                        | Silnik                  | Okr. |
| ---- | ------ | -- | --------------------------------- | ---------------------------------------- | ------------------------------- | ----------------------- | ---- |
| 14   | GT 750 | 48 | Automobiles Deutsch et Bonnet     | René Bartholoni Francois Jaeger          | DB HBR5                         | Panhard 0.7L Flat-2     | 169  |
| 15   | GT 2.0 | 27 | Standard Triumph                  | Ninian Sanderson Claude Dubois           | Triumph TR3S                    | Triumph 2.0L I4         | 114  |
| 16   | S 1.1  | 48 | Roger Masson                      | Roger Masson Jean Vinatier               | DB HBR5                         | Panhard 0.9L Flat-2     | 179  |
| 17   | GT 2.0 | 33 | F.W.R. Lund                       | Ted Lund Colin Escott                    | MG MGA Twin Cam                 | MG 1.6L I4              | 185  |
| 18   | S 3.0  | 14 | Scuderia Ferrari                  | Phil Hill Olivier Gendebien              | Ferrari 250 TR59                | Ferrari 3.0L V12        | 263  |
| 19   | S 1.5  | 35 | Jean Kerguen                      | Jean Kerguen Robert La Caze              | Porsche 550 RS                  | Porsche 1.5L Flat-4     | 229  |
| 20   | S 1.5  | 37 | Ed Hugus                          | Ed Hugus Ray Erickson                    | Porsche 718 RSK                 | Porsche 1.5L Flat-4     | 240  |
| 21   | S 1.5  | 36 | Baron Carel Godin de Beaufort     | Carel Godin de Beaufort Christian Heins  | Porsche 718 RSK                 | Porsche 1.5L Flat-4     | 186  |
| 22   | S 750  | 53 | Team Lotus Engineering            | Alan Stacey Keith Greene                 | Lotus 17                        | Coventry Climax 0.7L I4 | 156  |
| 23   | S 1.5  | 34 | Porsche KG                        | Edgar Barth Wolfgang Seidel              | Porsche 718 RSK                 | Porsche 1.5L Flat-4     | 168  |
| 24   | S 2.0  | 31 | Porsche KG                        | Jo Bonnier Wolfgang von Trips            | Porsche 718 RSK                 | Porsche 1.6L Flat-4     | 182  |
| 25   | S 3.0  | 8  | Ecurie Ecosse                     | Ron Flockhart John Lawrence              | Tojeiro                         | Jaguar 3.0L I6          | 137  |
| 26   | GT 1.5 | 38 | Equipe Los Amigos                 | Jean-Claude Vidilles Jean-François Malle | Lotus Elite Mk14                | Coventry Climax 1.2L I4 | 105  |
| 27   | S 2.0  | 25 | Standard Triumph                  | Peter Jopp Richard Stoop                 | Triumph TR3S                    | Triumph 2.0L I4         | 245  |
| 28   | S 3.0  | 12 | Scuderia Ferrari                  | Dan Gurney Jean Behra                    | Ferrari 250 TR59                | Ferrari 3.0L V12        | 129  |
| 29   | S 3.0  | 30 | Team Lotus Engineering            | Graham Hill Derek Jolly                  | Lotus 15                        | Coventry Climax 2.0L I4 | 119  |
| 30   | S 750  | 52 | O.S.C.A. Automobili               | Jean Laroche André Testut                | O.S.C.A. 750 Sport              | O.S.C.A. 0.7L I4        | 88   |
| 31   | GT 750 | 50 | Alejandro de Tomaso               | Alejandro de Tomaso Colin Davis          | DB HBR5                         | Panhard 0.7L Flat-2     | 63   |
| 32   | S 3.0  | 1  | Brian Lister                      | Ivor Bueb Bruce Halford                  | Lister LM                       | Jaguar 3.0L I6          | 121  |
| 33   | S 3.0  | 19 | Edwin D. Martin                   | Edwin D. Martin William Kimberley        | Ferrari 250 TR58                | Ferrari 3.0L V12        | 108  |
| 34   | S 3.0  | 3  | Ecurie Ecosse                     | Innes Ireland Masten Gregory             | Jaguar D-Type Modified          | Jaguar 3.0L I6          | 70   |
| 35   | S 2.0  | 24 | Cooper Car Company                | Jim Russell Bruce McLaren                | Cooper T49 Monaco Mk1           | Coventry Climax 2.0L I4 | 79   |
| 36   | S 2.0  | 32 | Porsche KG                        | Hans Herrmann Umberto Maglioli           | Porsche 718 RSK                 | Porsche 1.6L Flat-4     | 78   |
| 37   | S 2.0  | 23 | Scuderia Ferrari                  | Giulio Cabianca Giorgio Scarlatti        | Ferrari Dino 196S               | Ferrari 1.9L V6         | 63   |
| 38   | GT 1.1 | 59 | Jacques Faucher                   | Jacques Faucher Gérard Leffargue         | DB HBR4                         | Panhard 0.9L Flat-2     | 53   |
| 39   | S 750  | 56 | Automobili Stanguellini           | René Louis Revillon Joseph Dieu          | Stanguellini 750 Sport Bialbero | Stanguellini 0.7L I4    | 37   |
| 40   | S 3.0  | 4  | David Brown Racing Dept.          | Stirling Moss Jack Fairman               | Aston Martin DBR1/300           | Aston Martin 3.0L I6    | 70   |
| 41   | GT 750 | 43 | S.A. Hurrell / R.M. North         | Sydney H. Hurrell Roy North              | Saab 93 Sport                   | Saab 0.7L I3 (2-Stroke) | 35   |
| 42   | S 750  | 54 | Team Lotus Engineering            | Michael Taylor Jonathan Sieff            | Lotus 17                        | Coventry Climax 0.7L I4 | 23   |
| 43   | S 750  | 51 | O.S.C.A. Automobili               | Pedro Rodríguez Ricardo Rodríguez        | O.S.C.A. Sport 750TN            | O.S.C.A. 0.7L I4        | 32   |
| 44   | S 3.0  | 2  | Brian Lister                      | Walt Hansgen Peter Blond                 | Lister LM                       | Jaguar 3.0L I6          | 52   |
| 45   | S 3.0  | 7  | A.G. Whitehead                    | Graham Whitehead Brian Naylor            | Aston Martin DBR1/300           | Aston Martin 3.0L I6    | 52   |
| 46   | S 3.0  | 10 | Equipe Nationale Belga            | Lucien Bianchi Alain de Changy           | Ferrari 250 TR58                | Ferrari 3.0L V12        | 47   |
| 47   | GT 2.0 | 60 | John Dashwood                     | John Dashwood William Wilks              | Frazer-Nash Le Mans             | Bristol 2.0L I6         | 30   |
| 48   | S 750  | 62 | Société E.F.A.C.                  | René Philippe Faure Georges Guyot        | Stanguellini Efac SP            | Fiat 0.7L I4            | 58   |
| 49   | S 3.0  | 15 | Scuderia Ferrari                  | Cliff Allison Hernando da Silva Ramos    | Ferrari 250 TR59                | Ferrari 3.0L V12        | 41   |
| 50   | GT 2.0 | 26 | Standard Triumph                  | Peter Bolton Michael Rotschild           | Triumph TR3S                    | Triumph 2.0L I4         | 35   |
| 51   | S 3.0  | 17 | North American Racing Team (NART) | Gilbert Geitner Rod Carveth              | Ferrari 250 TR58                | Ferrari 3.0L V12        | 21   |
| 52   | GT 3.0 | 21 | Écurie Trois Chevrons             | Hubert Patthey Renaud Calderari          | Aston Martin DB4 GT             | Aston Martin 3.0L I6    | 21   |
| 53   | GT 750 | 47 | Automobiles Deutsch et Bonnet     | Pierre Chancel Gérard Laureau            | DB HBR4                         | Panhard 0.7L Flat-2     | 9    |